# Karmeliterkloster Spangenberg

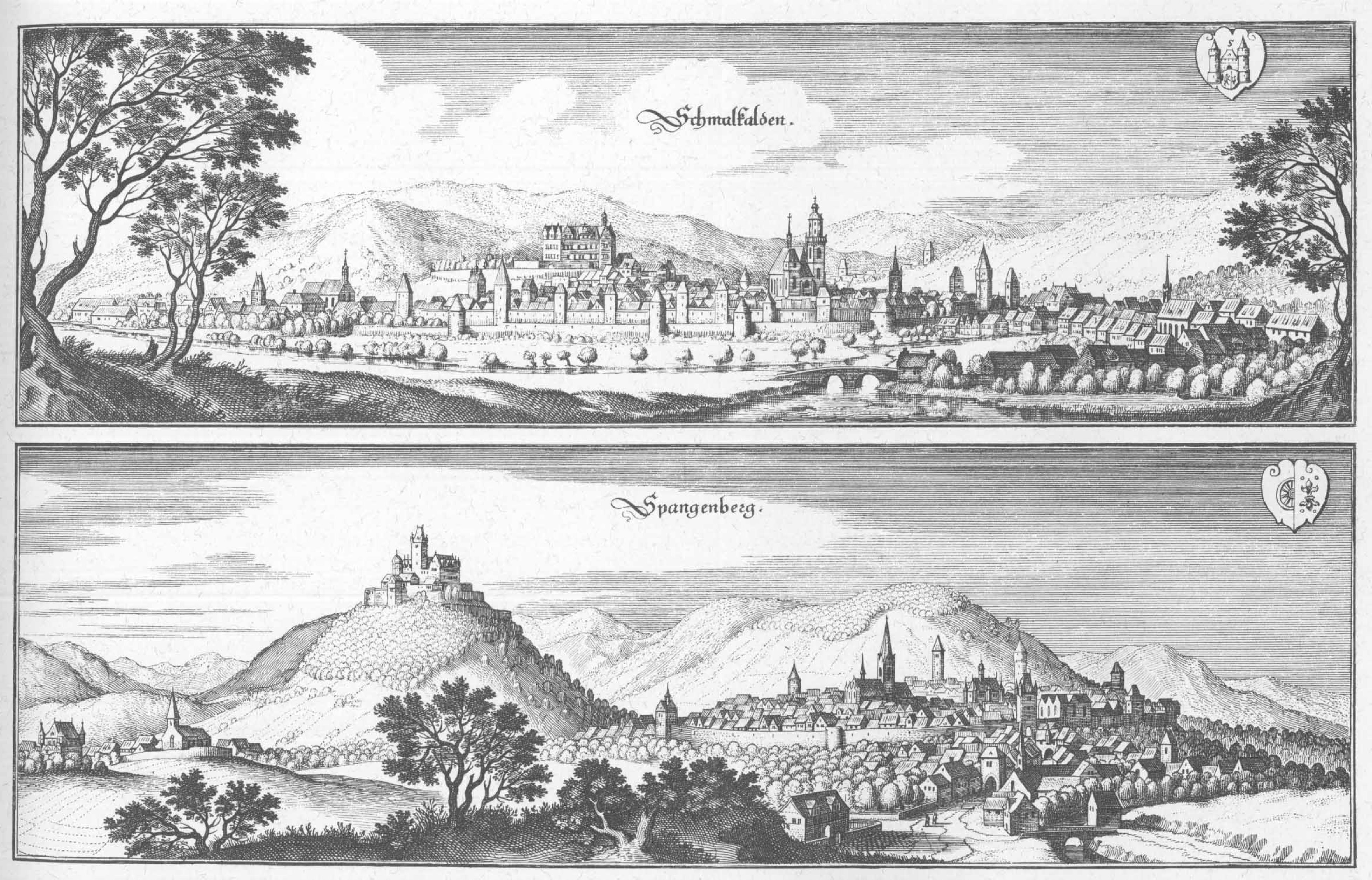
Spangenberg, in der Topographia Hassiae von Matthäus Merian 1655; im oberen Bild findet sich das ehemalige Karmeliterkloster ganz links; im unteren Bild ist der Dachreiter der Karmeliterkirche in der Bildmitte links des hohen Kirchturms der Stadtkirche zu erkennen

Das Karmeliterkloster Spangenberg war ein Kloster des Karmelitenordens in der Stadt Spangenberg im nordhessischen Schwalm-Eder-Kreis. Es ging aus einem in den 1350er Jahren gegründeten Hospicium hervor, wurde 1454 als das neue Kloster zu Spangenberg bezeichnet und wurde 1527, nach der im Vorjahr vollzogenen Einführung der Reformation in der Landgrafschaft Hessen, aufgehoben.

## Gründungsgeschichte
Im Jahre 1350 schenkten Hermann Cremer und seine Frau Aylhedis dem Karmeliterkloster Kassel ein Haus im Südwesten der in diesem Jahr an die Landgrafschaft Hessen gefallenen Stadt Spangenberg als ständiges Hospicium. Um 1357 war dann wohl bereits eine ausreichende Anzahl von Ordensbrüdern dort dauerhaft ansässig, so dass man von der Gründung des Spangenberger Klosters in diesem Jahre ausgeht. Allerdings wird erst im Jahre 1454 vom nuwe closter gesprochen. Im 15. Jahrhundert wurde das Kloster dann Stück um Stück erbaut, einschließlich der 1486 vollendeten Kirche. Dabei konnte sich der Konvent einer Anzahl von Schenkungen erfreuen, darunter eine von Henne von Bischofferode, der ihm 1470 das mit seinem Hinterhof im Südosten an das Klostergrundstück angrenzende sogenannte „Junkerhaus“, einen ehemaligen Burgmannensitz, in der Untergasse überließ (heute Untergasse 2), in dem die Mönche dann vermutlich die erste Spangenberger Schule einrichteten. Besondere Gönner des Klosters waren die später in der Stadtkirche St. Johannes beigesetzte Landgräfin Anna († 1462) und ihr Sohn, Landgraf Ludwig II. Im November 1470 ergingen Spendenaufrufe zum Bau der Klosterkirche sowohl vom Generalprior des Ordens, Johannes Soreth († 1471), als auch von der landgräflichen Kanzlei Ludwigs II.

## Die Anlage
Das Kloster befand sich an der Südseite der heutigen Klosterstraße, hinter dem bis 1970 betriebenen ehemaligen Gasthaus „Zur Stadt Frankfurt“. Dieses heute als Wohnhaus genutzte Gebäude steht an der Stelle der einstigen Klosterkirche, einer gotischen Hallenkirche mit nur einem Seitenschiff im Norden entlang der Straße. Von dieser Seite war das Gotteshaus der Gemeinde zugänglich.
Anhand der von Ernst Wenzel 1932 veröffentlichten Beschreibung und Rekonstruktionszeichnungen ist eine recht genaue Darstellung der Anlage möglich. Das auf einem unregelmäßig viereckigen Grundriss angelegte Kloster bestand aus der Kirche an der Nordseite, zwei an deren beiden Enden anschließenden Klostergebäuden im Westen und Osten, von denen noch Teile erhalten sind, und einem den Innenhof nach Süden abschließenden Trakt, der nur noch durch die Anbaustellen an den beiden anderen Flügeln zu erahnen ist.
Der von einem Tonnengewölbe unterkellerte Ostflügel war im Erdgeschoss durch eine lange Mittelwand aufgeteilt in einen langen Raum und den ungewölbten Kreuzgang mit vier spätgotischen, zweiteiligen Maßwerkfenstern entlang der Innenhofseite. Im Obergeschoss befanden sich Mönchszellen mit wesentlich kleineren rechteckigen Fenstern. In der Südwand war ein sehr großes, gotisches Fenster mit drei Lanzetten und darüber Fischblasen- und Vierpassmaßwerk, das wohl zu einem Saal gehörte. Der parallel entlang der Stadtmauer errichtete Westflügel war 1932 bereits ohne Dach und seine vier Kreuzgangfenster waren bereits teilweise zerstört.
Das Hauptschiff der Kirche hatte vier Joche, doppelt so breit wie lang, der von einer Chorapsis im Fünfachtelschluss im Osten abgeschlossene Chor zwei etwas kürzere. Das Seitenschiff entlang der Nordseite hatte vier Joche mit quadratischen Grundriss. Typisch für Bettelorden hatte die Kirche keinen Turm, sondern nur einen Dachreiter.

## Auflösung und Ende
Nur 40 Jahre nach der Vollendung der Kirche kam das Ende des Klosters. Als Landgraf Philipp I. in der Folge der Homberger Synode von 1526 die Reformation in Hessen einführte, wurden die hessischen Klöster im Jahre 1527 aufgelöst. Die damals im Spangenberger Kloster lebenden 40 Mönche wurden, nach Unterzeichnung von Verzichtsbriefen, in denen sie ihre Konversion mitteilen sowie ihre Verachtung des Mönchsstands bekennen mussten, teils durch Geldzahlungen und teils durch lebenslängliche Versorgung mit Naturalien abgefunden.
Die Klostergebäude wurden von der landgräflichen Verwaltung übernommen. Der Ostflügel diente zunächst als Gefängnis, die ehemaligen Mönchszellen wurden mit schweren Holztüren und darin einer nur von außen zu öffnenden Luke versehen und zu Gefängniszellen umfunktioniert. Die Kirche und die übrigen Klosterflügel wurden vom gegenüberliegenden landgräflichen Rentamt als Getreidespeicher und Scheunen benutzt, zum Teil auch an andere Nutzer vermietet.
Dabei blieb es bis zum 8. Oktober 1888, als die Kirche und der Westflügel, voll mit trockenem Getreide, nach Brandstiftung vollkommen ausbrannten und große Teile der übrigen Anlage ebenfalls vernichtet wurden. Nur der Ostflügel und die Scheune im Norden des Westflügels überstanden die Katastrophe noch einigermaßen intakt.

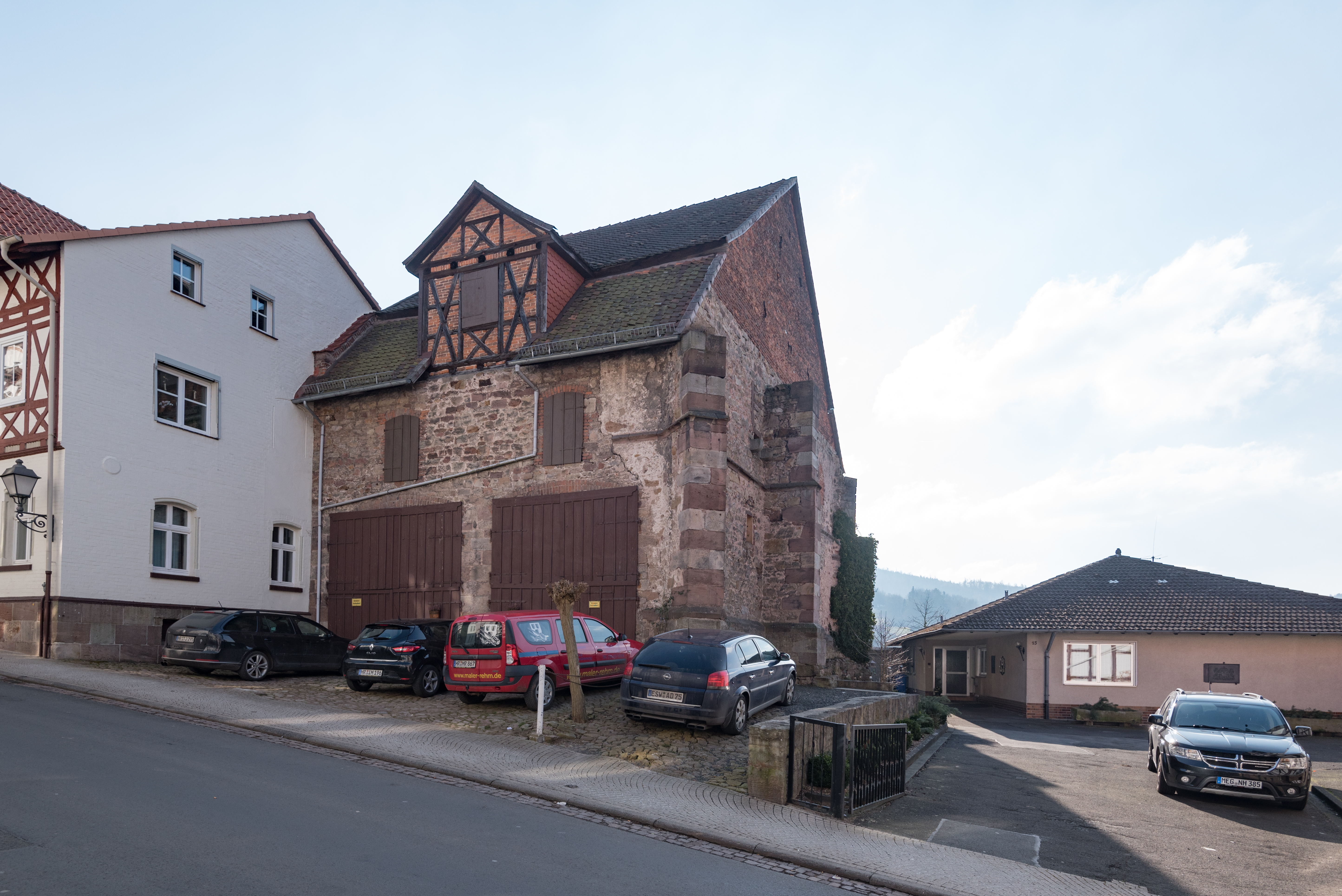
Die ehemalige Klosterscheune an der Klosterstraße; links daneben das auf den Fundamenten der Klosterkirche erbaute einstige Gasthaus „Zur Stadt Frankfurt“

Die verbliebenen Gebäude bzw. Gebäudereste und das gesamte Grundstück wurden in den folgenden Jahren an private Käufer übereignet, die durch Neu- und Anbauten allmählich die heutige Häuserfront an der Klosterstraße schufen. Der ehemalige Ostflügel (Klosterstraße 9) wurde zur Maschinenhalle und Werkstatt und befindet sich seit Anfang des 20. Jahrhunderts ununterbrochen im Besitz der gleichen Familie. Den anderen Teil erwarb 1898 der Heimatdichter Adam Siebert, der auf den Fundamenten der zerstörten Klosterkirche ein stattliches Fachwerkhaus (Klosterstraße 13) erbauen ließ und darin die Gaststätte „Zur Stadt Frankfurt“ eröffnete. Sein Bruder Heinrich Siebert kaufte später das Anwesen und betrieb den Gasthof mit seinen Fremdenzimmern bis 1920. Das Haus mit der benachbarten, nördlich an den ehemaligen Westflügel des Klosters anschließenden und noch heute, etwas zurückgesetzt, an der Klosterstraße stehenden ehemaligen Klosterscheune kam durch Kauf im März 1918 in den Besitz von Eckhardt Weisel, der ab 1920 Gasthaus und Hotel bewirtschaftete. Noch bis 1970 wurde der Betrieb von seiner Tochter Else und seinem Schwiegersohn Dieter Schaefer aufrechterhalten. Der hinter dem Haus gelegene Terrassengarten wird noch immer von den hohen Mauerresten der einstigen Seitenflügel des Klosters mit ihren gotischen Maßwerkfenstern eingefasst. 2010 wurden diese Mauern mit finanzieller Hilfe des Landes Hessen saniert.